# Wolwanowice
Wolwanowice – wieś w Polsce położona w województwie małopolskim, w powiecie proszowickim, w gminie Proszowice.
W 1595 roku wieś położona w powiecie proszowickim województwa krakowskiego była własnością kasztelana małogoskiego Sebastiana Lubomirskiego. 
Według Kwartalnika Językoznawczego 2015/3-4: Wojewanowice (Woijewanouicz, Hube 61), dziś Wolwanowice, dawniej Wojewanowice, Wojwanowice, Wolwanow, Wolwonowice – wieś w pow. proszowickim (wzmianka z 1364), nazwa patronimiczna od nazwy osobowej Wojewan.
W latach 1975–1998 miejscowość administracyjnie należała do województwa krakowskiego.